# Silická Brezová
Silická Brezová (węg. Borzova, od 1906 do 1948 Szádvárborsa) – wieś (obec) na Słowacji położona w kraju koszyckim, w powiecie Rożniawa. Leży w aktualnym regionie turystycznym Gemer.

## Położenie
Silická Brezová leży na południowym skraju Płaskowyżu Silickiego, 21 km (drogowo) na pd.-zach. od Rożniawy i 6 km w linii prostej na pd.-wsch. od Plešivca, niespełna 1,5 km od granicy państwowej słowacko-węgierskiej. Dostępna jest lokalną drogą z Plešivca. Większość terenów katastralnych wsi objętych jest Parkiem Narodowym Kras Słowacki, natomiast strefa zabudowana wraz z otoczeniem, obejmującym tereny wykorzystywane rolniczo, leży w granicach pasma ochronnego tego parku.

## Historia
Kilka znalezisk archeologicznych pochodzących z terenu wsi świadczy o zamieszkaniu go przez ludzi już w neolicie. Według obecnego stanu wiedzy należy jednak stwierdzić, że po zaniku kultury halsztackiej człowiek nie pojawiał się tu aż do średniowiecza.
Silická Brezová rozwinęła się w XIV w. O powstaniu wsi na tych bezwodnych z natury, krasowych terenach zadecydowało stałe, silne wywierzysko, usytuowane w jej górnej części. Wspominana była w 1399 r. pod nazwą Borzua jako majątek Stefana Szalonnaya (Silonaya). W 1427 r. miała 18 gospodarstw, pola orne, pastwiska, pewną ilość gruntów świeżo wytrzebionych oraz kamienny kościół bez wieży. Należała wówczas do żupy turniańskiej. Właścicielami wsi byli Bebekowie z Plešivca, następnie ród Andrássych, a ostatnimi posiadaczami wsi była rodzina Esterházych. W latach 1938 – 1945 wieś należała do Węgier.
Mieszkańcy zajmowali się rolnictwem, hodowlą i wyrobem drobnego sprzętu gospodarskiego. Niewielka kopalnia rudy ołowiu funkcjonowała krótko i nie przyniosła wsi znaczących korzyści. Przez pewien czas wydobywano tu czerwony wapień krystaliczny („marmur”).

## Demografia
Według danych z dnia 31 grudnia 2012, wieś zamieszkiwało 165 osób, w tym 85 kobiet i 80 mężczyzn.
W 2001 roku rozkład populacji względem narodowości i przynależności etnicznej wyglądał następująco:
- Słowacy – 22,4%
- Czesi – 0,52%
- Ukraińcy – 2,08%
- Węgrzy – 73,44%

Ze względu na wyznawaną religię struktura mieszkańców kształtowała się w 2001 roku następująco:
- Katolicy rzymscy – 4,17%
- Ewangelicy – 10,42%
- Ateiści – 20,83%
- Nie podano – 1,56%

## Zabytki
- Kościół ewangelicki, murowany, obecnie z XVI w. We wnętrzu drewniana, malowana empora. Drewniana ambona, malowana w stylu ludowego baroku, z ozdobnym daszkiem, z XVIII w. Wyposażenie (m.in. ławki) ludowe, malowane w motywy kwiatowe, z XVIII-XIX w. Murowana wieża na rzucie kwadratu została dobudowana w pobliżu kościoła na początku wieku XIX. Na wieży dwa dzwony, jeden z 1835 r., drugi z 1857 r.